# Buchverpackung

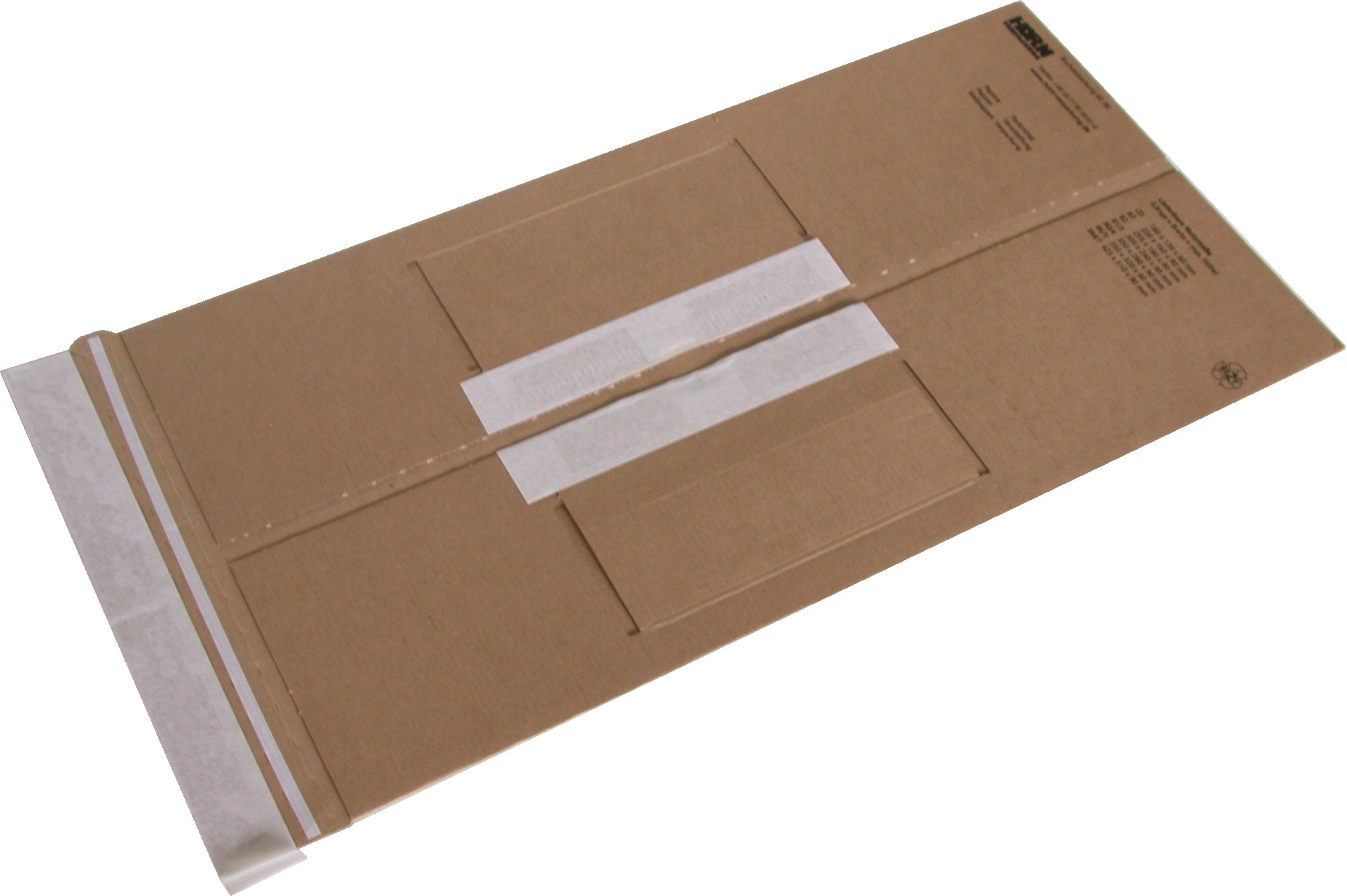
Buchverpackung flachliegend

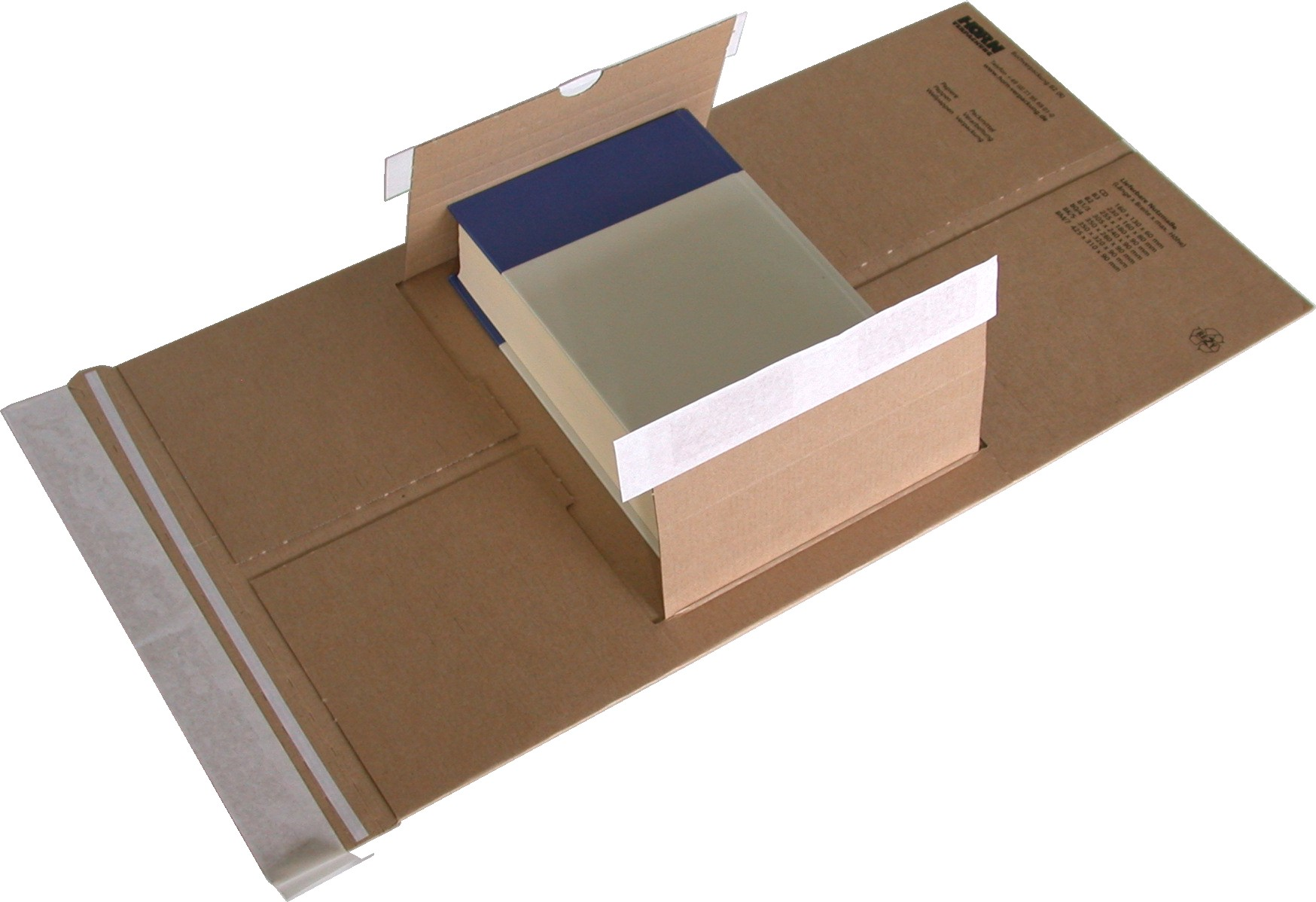
Buchverpackung mit eingelegtem Buch

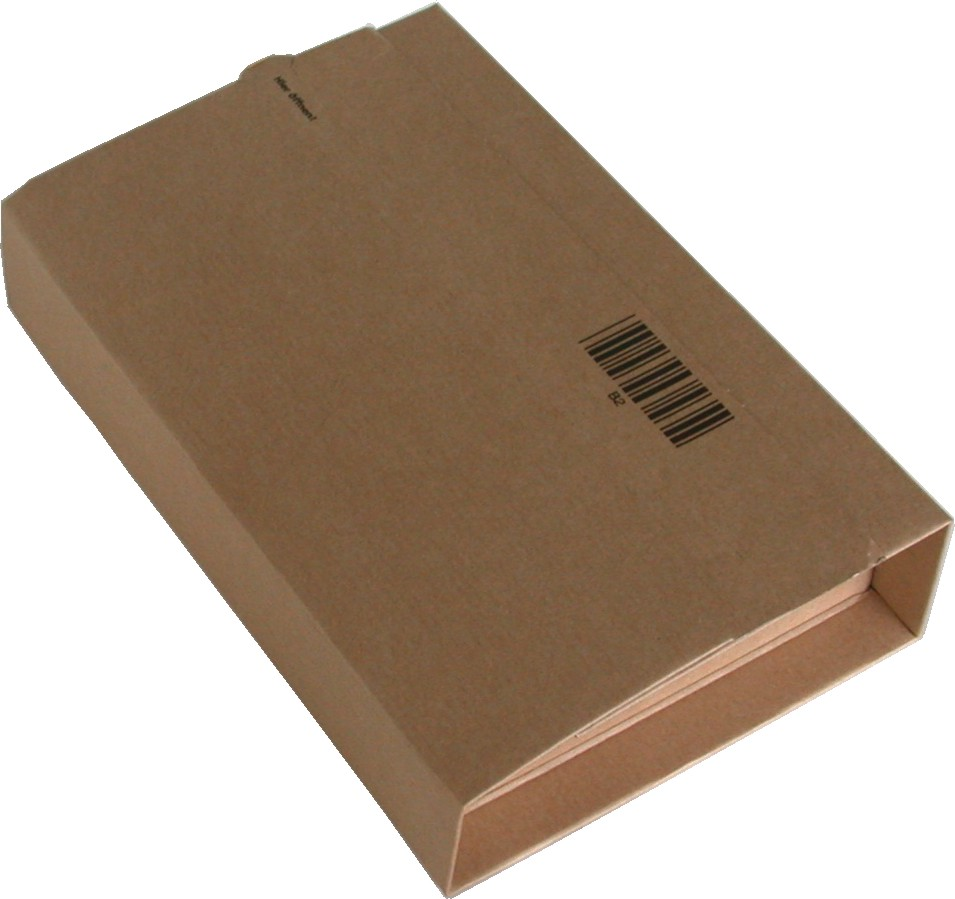
Buchverpackung versandfertig geschlossen

Eine Buchverpackung ist eine speziell für den Versand von einzelnen Büchern und Ähnlichem gedachte Verpackung.

## Aufbau
Buchverpackungen sind üblicherweise aus Wellpappe hergestellt und haben meist eine rundumlaufende integrierte Knautschzone, um die besonders empfindlichen Buchecken gegen harte Stöße, die beim Versand entstehen können, zu schützen. Buchverpackungen bestehen üblicherweise aus einem Teil und passen sich durch ihre Konstruktion zu einem gewissen Grad in der Größe dem zu verpackenden Gut an. Dadurch kann mit relativ wenigen Standardgrößen ein sehr großes Spektrum an Buchformaten verpackt werden. Auch der Versand mehrerer Bücher ist möglich.
Moderne Buchverpackungen verfügen über auf die Verpackung aufgebrachte Klebestreifen. Dadurch wird zum einen der Verpackungsvorgang beschleunigt und zum anderen das unbeabsichtigte Herausrutschen des Verpackungsgutes aus der Verpackung wirksam verhindert. 
Um ein bequemes Auspacken durch den Empfänger zu gewährleisten, sind hochwertige Buchverpackungen mit einem integrierten Aufreißband ausgestattet.
Buchverpackungen werden häufig auch werbewirksam vielfarbig bedruckt.